# Zagórska Struga
Zagórska Struga (kaszb. Zôgòrskô Strëga) – rzeka w Polsce, wypływająca z jeziora Marchowo Zachodnie, położonego na wys. 153 m n.p.m.
W swoim górnym przepływie rynną polodowcową o długości 11 kilometrów przyjmuje kilka niewielkich dopływów z obszaru Pojezierza Kaszubskiego. W Koleczkowie stanowi północną granicę pasma Wzgórz Chwaszczyńskich i wpływa w leśny obszar Trójmiejskiego Parku Krajobrazowego mijając Piekiełko, Starą Piłę, Szmeltę i Zagórze. W Centrum Rumi rozpoczyna się odcinek ujściowy rzeki prowadzący poprzez znajdujące się na Pobrzeżu Kaszubskim Starą Rumię, Kazimierz.
W odległości ok. 1,8 km na północny zachód od Kazimierza rzeka łączy się z Kanałem Łyskim. Stąd betonowym korytem, już jako Kanał Leniwy, kieruje się ku ujściu do Zatoki Gdańskiej w okolicy rezerwatu Beka w Nadmorskim Parku Krajobrazowym.
Ma około 28 km długości. Rzeka zachowała charakter strumienia górskiego z licznymi meandrami i bystrzycami.
Na terenie Rumi znajduje się jedna z najstarszych hodowli pstrągów.
Występują również warianty nazewnicze rzeki Zagórzanka i Koleczkowska Struga.
W XIX wieku na odcinku między Piekiełkiem a Starą Piłą rzeka była używana do spławiania drewna. Umożliwiał to system śluz do spiętrzania wody.
Planowane jest utworzenie rezerwatu Dolina Zagórskiej Strugi, chroniącego lasy bukowe (buczyna kwaśna), łęgi, grądy oraz zbiorowiska roślin łąkowych. Występuje tu 69 gatunków mszaków oraz 436 gatunków roślin naczyniowych, w tym 13 podlegających całkowitej ochronie (naparstnica zwyczajna, widłak jałowcowaty, widłak goździsty, widłak wroniec, gnieźnik leśny, storczyk plamisty, podkolan biały, barwinek pospolity, podrzeń żebrowiec). Spośród zwierząt na uwagę zasługują bocian czarny, pliszka górska, brodziec samotny, dzięcioł zielony, a także sporadycznie pojawiające się łososie.